# Спиро Константинов (поборник, 1826)
 Тази статия е за поборника.  За юриста вижте Спиро Константинов.  
Спиро Константинов (*1826 г. в с. Арбанаси, Османска империя, †1911 г. в с. Арбанаси, Царство България) е поборник и революционер, живял в Букурещ от 1848 г. до 1887 г., активно подпомагал българското освободително движение и революционните акции през 60-те и 70-те години на XIX век. Свързва живота си с Георги С. Раковски, Хаджи Димитър, Стефан Караджа, Васил Левски, Любен Каравелов, Кириаки Цанков и др. Жертва цялото си състояние за свободата на България. Той е член на всички български политически организации в Букурещ, основател и дарител на всички български културни институции там.

## Биография
Спиро Константинов е роден през 1826 г. в с. Арбанаси в заможно семейство. Завършва гръцкото училище в Арбанаси, а през 1848 г. вуйчо му Хаджи Панайот Хаджи Атанасиу го изпраща в Букурещ. Взима участие в Кримската война като волунтер (доброволец) от 1853 до 1855 г., след което се завръща в Букурещ. Просперира бързо и се издига в кръга на най-авторитетните и заможни български търговци, сред които доминират братята Евлоги и Христо Георгиеви. Поддържа активно българските емигранти още през 1860 – 1863 г. и легионерите на Раковски, пристигнали от Белград в Букурещ 1867 – 1868 г.
През 1867 г. със свои средства и огромен риск закупува пет тона барут от остров Крит и оръжие за четата на Хаджи Димитър и Стефан Караджа, оригиналните саби „BREVETES“ със запоен пистолет „Le Foche“ на двамата войводи, заплаща прощалния обед на бунтовниците в квартал Табакария в Букурещ, както и цялата стойност на потопения каик на въстаниците в Дунав на 6 юли 1868 г. След преминаването на четата е репресиран и хвърлен в румънски затвор за три месеца. След освобождаването си спасява от екстрадиране в Османската империя десетки български четници. По заповед на В. Левски в периода 1869 – 1871 г. Спиро Константинов изпраща 20 сандъка с револвери за Ловешкия революционен комитет. През 1871 г. е заловен от османските власти с пет сандъка с револвери към Свищов. Хвърлен е в турски затвор, от който успява да избяга.
Спиро Константинов е член на Настоятелството на Добродетелната Дружина, заедно с братята Евлоги и Христо Георгиеви, съучредител на Българското Общество 1868 г., Българския революционен централен комитет (БРЦК) 1869 – 1870 г. и поддръжник на В. Левски. Той е основател и щедър дарител на читалището на Раковски в Букурещ 1861 г., читалището на Младите „Братска любов“, Книжовното дружество 1869 г. (прерастнало по-късно в Българска академия на науките) и негов касиер, българската църква и училище „Св.св. Кирил и Методий“ до края на 1876 г.
Завръща се в България през 1887 г. тотално обеднял и заплашен от гладна смърт. Вълнуващо слово за него произнася Стефан Стамболов на 4 ноември 1889 г. в Народното събрание, което му гласува скромна поборническа пенсия. Заслугите на Спиро Константинов остават в паметта на поколенията – името му е изсечено върху паметник в парка на с. Арбанаси, а улица там е наречена на него.

## Награди и отличия
През 1896 г. Спиро Константинов се среща лично с княз Фердинанд Сакскобургготски в с. Арбанаси и му доверява своята житейска история. Следва награждаването му с Възпоменателен медал по повод 25 години от Априлското въстание за поборниците с активно участие в борбата за свобода.

## Личност
- Нечут риск и жертвоготовност проявява Спиро Константинов в целокупната си нелегална дейност по въоръжаването на четата на Хаджи Димитър и Стефан Караджа и набавянето на пистолети по заповед на В.Левски.
- Единствен от Настоятелството на Добродетелната Дружина жертва огромни лични средства за Освобождението.
- Искрено приятелство свързва Спиро Константинов и Любен Каравелов години наред. След избора на първоначалния състав на БРЦК в Букурещ, Л.Каравелов като председател избира допълнително Сп. Константинов за негов член.
- Сп. Константинов е вуйчо на Апостола на Втори (Сливенски) революционен окръг през 1876 г. Иларион Драгостинов (1852 – 1876 г.).